# Prijepoljska sahat-kula
Sahat-kula  u Prijepolju je izgrađena u 18. veku. Prepoznatljiva je kao jedan od simbola Prijepolja, sa posebno oblikovanim časovnikom i brojevima na njemu. Posle više godina zaustavljenog vremena, sahat-kula u Prijepolju i dan danas kuca.
Predanje kaže da je mehanizam za Sahat kulu doneo neki Kurtović čiji potomci i danas žive u Prijepolju.

## Spoljašnje veze
- „Sahat kula u Prijepolju”. Biblioteka Vuka Karadžić Prijepolje. Архивирано из оригинала 06. 03. 2008. г. Приступљено 17. 11. 2017.